# Arch/Matheos
Gli Arch/Matheos sono un gruppo progressive metal statunitense, nato come quintetto, ma attualmente costituito ufficialmente soltanto da John Arch e Jim Matheos.

## Storia
Gli Arch/Matheos sono un gruppo nato nel 2010 dalla collaborazione tra il chitarrista e leader dei Fates Warning, Jim Matheos (all’epoca anche membro degli OSI), e l’ex-cantante dei Fates Warning, John Arch. Completano la formazione altri componenti dei Fates Warning: Joey Vera (membro anche degli Armored Saint) al basso, Bobby Jarzombek (membro anche - all’epoca - di Riot, Halford, Sebastian Bach) alla batteria, Frank Aresti come chitarrista solista aggiuntivo. I due avevano già collaborato nel 2003 – con Joey Vera in formazione -  all'EP solista di John Arch, A Twist of Fate.
L’idea di dar vita ad una nuova band, vero e proprio progetto parallelo dei Fates Warning con il vecchio cantante, è scaturita dal tentativo, da parte di Matheos, di dar vita ad un nuovo album in studio del gruppo. Tuttavia, sia per l’impegno di Ray Alder con i Redemption, sia soprattutto per la direzione musicale delle canzoni, Jim decise di contattare di nuovo Arch, sette anni dopo aver collaborato insieme al suo disco solista, per portare a termine l’album.
Nel 2011 è uscito il disco di debutto Sympathetic Resonance, ad opera della Metal Blade Records, costituito di 6 canzoni per la durata complessiva di circa 55 minuti.
Nell'agosto del 2018, la Metal Blade annuncia la futura pubblicazione di un nuovo album che esce il 10 maggio 2019 con il titolo di Winter Ethereal. Con l'intenzione di distaccarsi maggiormente dai Fates Warning, il disco vede la partecipazione di vari ospiti quali i bassisti Steve DiGiorgio, Sean Malone e i batteristi Thomas Lang, Baard Kolstad e Matt Lynch, oltre ai membri attuali e precedenti dei Fates Warning - quali Bobby Jarzombek, Joey Vera, Joe DiBiase, Mark Zonder e Frank Aresti.

## Formazione

### Attuale
- John Arch - voce (2010-presente)
- Jim Matheos - chitarra (2010-presente)

### Membri precedenti
- Frank Aresti - chitarra (2010-2016)
- Joey Vera - basso (2010-2016)
- Bobby Jarzombek - batteria (2010-2020)
- Steve DiGiorgio - basso (2016-2020)
- Thomas Lang - batteria (2018-2021)

## Discografia

### Album in studio
- 2011 - Sympathetic Resonance
- 2019 - Winter Ethereal